# SR-2
SR-2 «ヴェレスク»(СР-2 «Вереск» специальная разработка-2 ロシア語で"特別開発-2"の意味)SR-2はロシア連邦のTsNIITochMashにて1999年に開発された9×21mm ギュルザ弾を使用する短機関銃(PDW)である。

## 開発
9×21mm弾が1993年ごろに開発され、FSBからそれを使用する銃器の開発要件が1990年半ばにTsNIITochMashへ出された。1999年にはSR-2として発表され、2000年から運用が開始された。SR-2はSR-1 «ギュルザ»、それらが使用するSP-10、SP-11という特殊仕様の9×21mm弾とともに特殊部隊向けの複合火器グループとしてロシアの各機関に提出された。
この短機関銃は最大200mの範囲で、特定のヘルメットやアーマーなどを着用した目標や非装甲車両への攻撃を想定して設計されており、どの弾薬を使用したとしても100mの範囲であれば4mmの鋼板を確実に貫通することができる。

## 構成
マガジンは鋼をプレス加工した20連または30連のダブルカラムマガジンで、マガジンをグリップ内に挿入するデザインである。鋼をプレス加工することで製造される上側に折りたたむタイプの銃床を備えており非常にコンパクトに全体を収めることができる。
ハンドガードとグリップは樹脂製でその他は金属で構成されている。セーフティはレシーバー右側面にAKに酷似した物があり、セーフティ位置はП、射撃可能位置はОと表記されている。セレクターは凍結防止用の大型のものがレシーバー左側面にある。セミオートは1つの点、フルオートは3つの点で表されている。銃床の基部には可動するスリングスイベルがありスリングを取り付けることが可能。開発初期では100mと200mの切り替え可能な簡易的なリアサイトを備える予定だったが、レシーバー上面には独自のマウントを追加し、そこに標準でKP SR-2という専用照準器を装着するよう変更された。この変更によって射撃の精度が大幅に向上した。またGZV-SR2というサイレンサーが取り付け可能。
一般的な短機関銃とは異なり、作動はガス圧作動方式でこれはSR-3 «ヴィーフリ»のものをベースにしている。銃身上には6つのラグを備えたロングストロークガスピストンがあり、これがガス圧作動することで動作している。
主な利点としては高い射撃の精度、9×21mm弾を使用することによる高い火力、取り回しの良さから自己防衛や閉所での戦闘に向いており、実際現在も様々な特殊部隊、機関で運用されている。これらの特徴からPDWとしての要素を満たしている。

## 派生型

### «ヴェレスク»
SR-2の最初の試作型。ハンドガードが木製で、グリップのみが樹脂製、セレクターと安全装置がどちらも右側面にあるなどの違いがある。前述したように照準器は100mと200mの切り替え可能な簡易的なリアサイトである。銃床は回転して折りたたむ簡素なワイヤー銃床が備えられていたが、のちにSR-2に近い曲銃床の上面折りたたみ銃床に改良されている。グリップにはTsNIITochMashのフクロウの企業ロゴが掘られている。

### SR-2«ヴェレスク»
1番最初の生産モデル。樹脂製のハンドガードとKP SR-2専用のマウントがある。細かな故障が頻発したためのちの改良モデルにすぐに代替された。現在は生産されていない。

### SR-2M«ヴィレスク»
SR-2の改良モデル。銃口下の形状が変更され、ハンドガードを持つ手を銃口炎から保護するようになった。ハンドガード左右にピカティニーレールを取り付けることができる4つの穴が追加され、レーザーサイトやフラッシュライトが取り付け可能になった。ハンドガード下には折りたたみ可能なフォアグリップが追加されている。

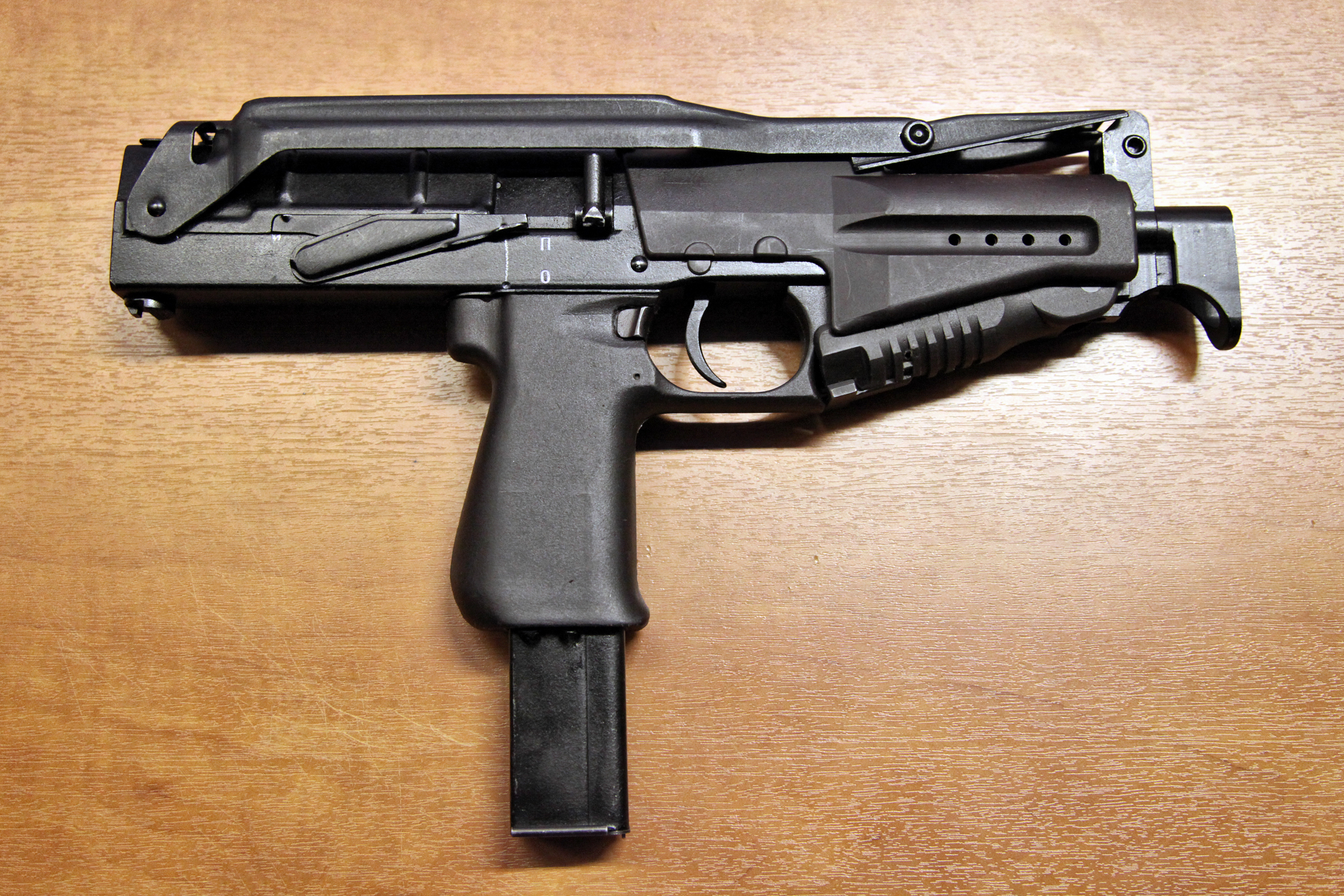
銃床を折りたたんだSR-2M(右側面)
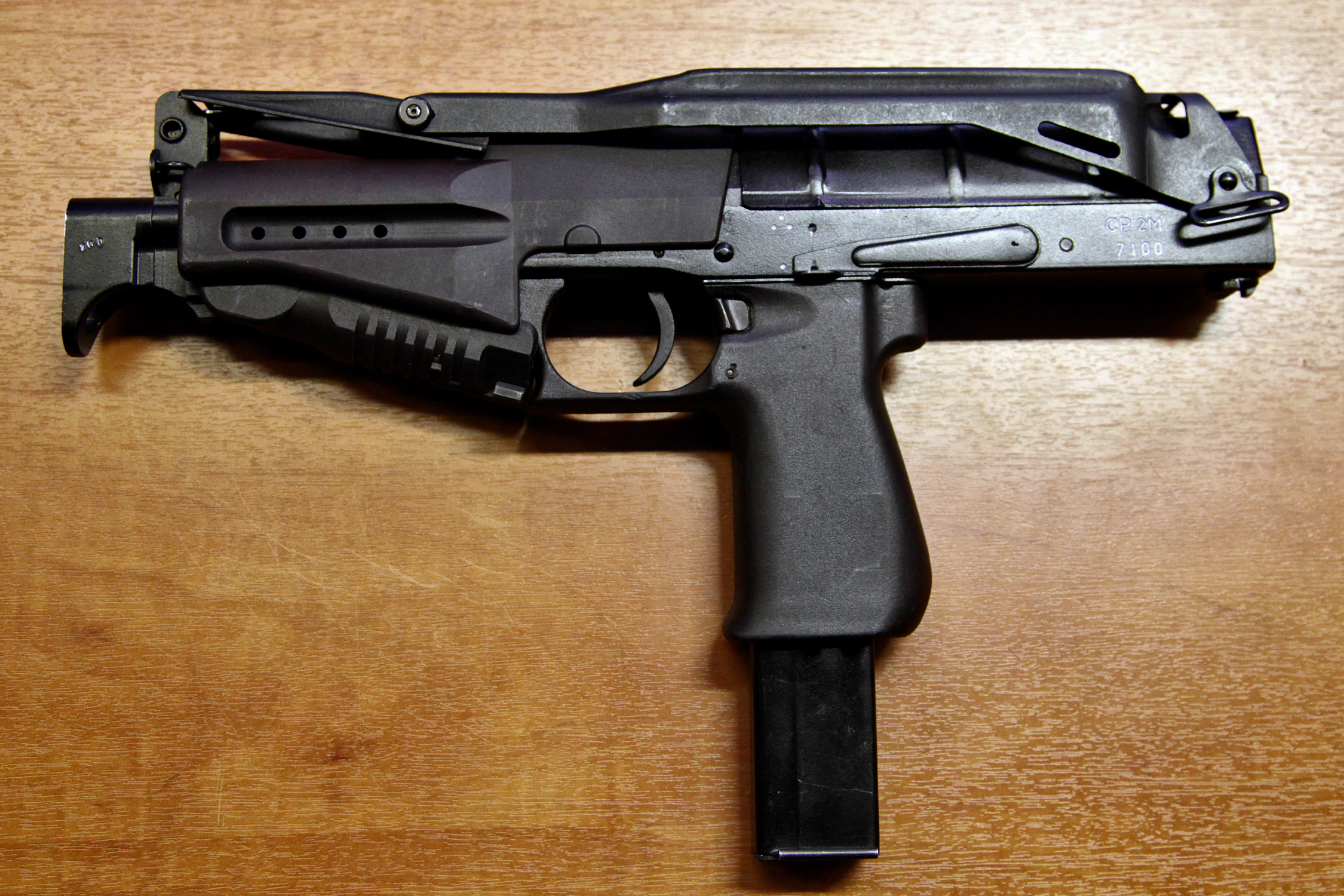
銃床を折りたたんだSR-2M(左側面)
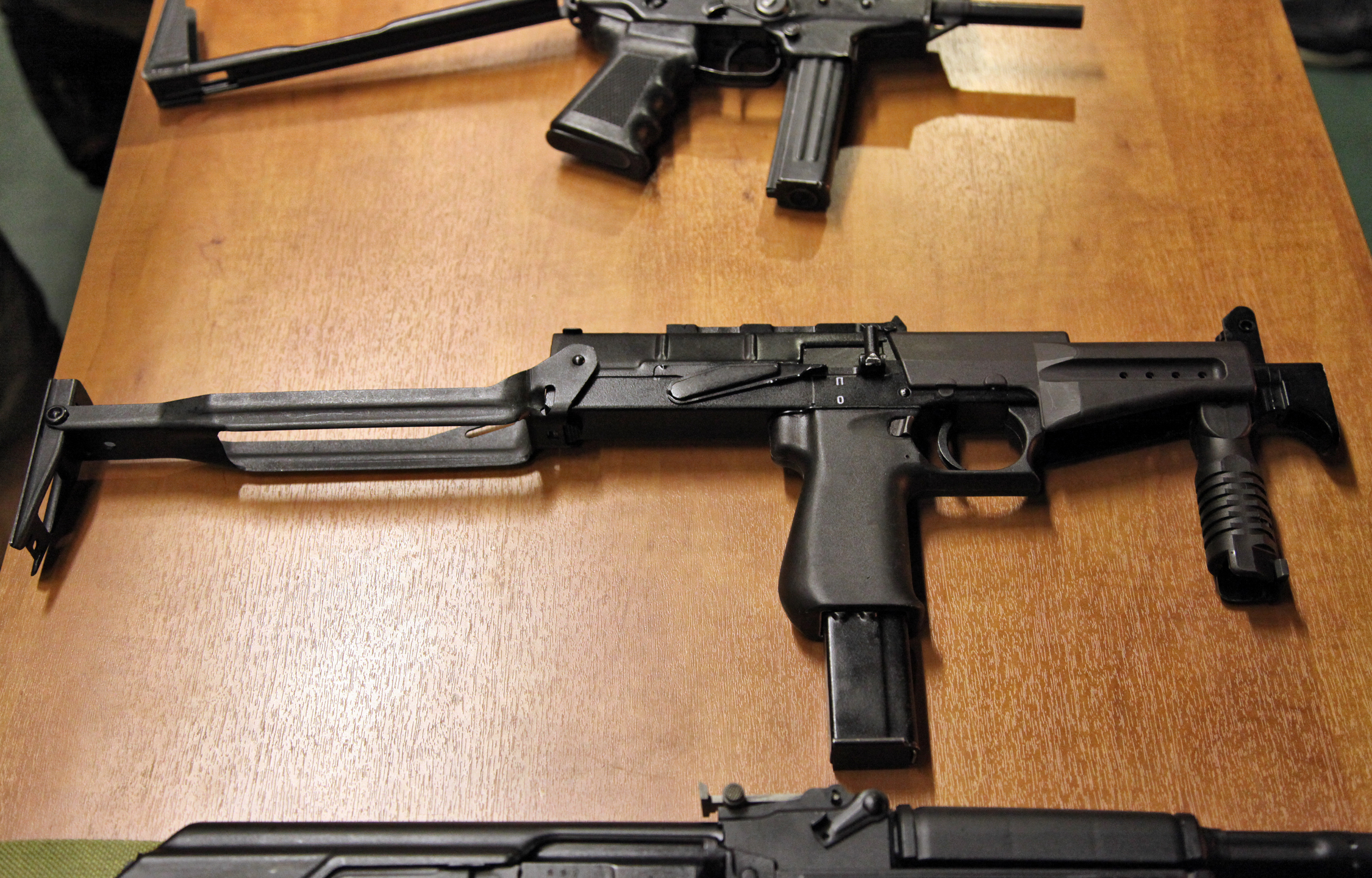
銃床を展開したSR-2M(右側面)

### SR-2MP«ヴェレスク»

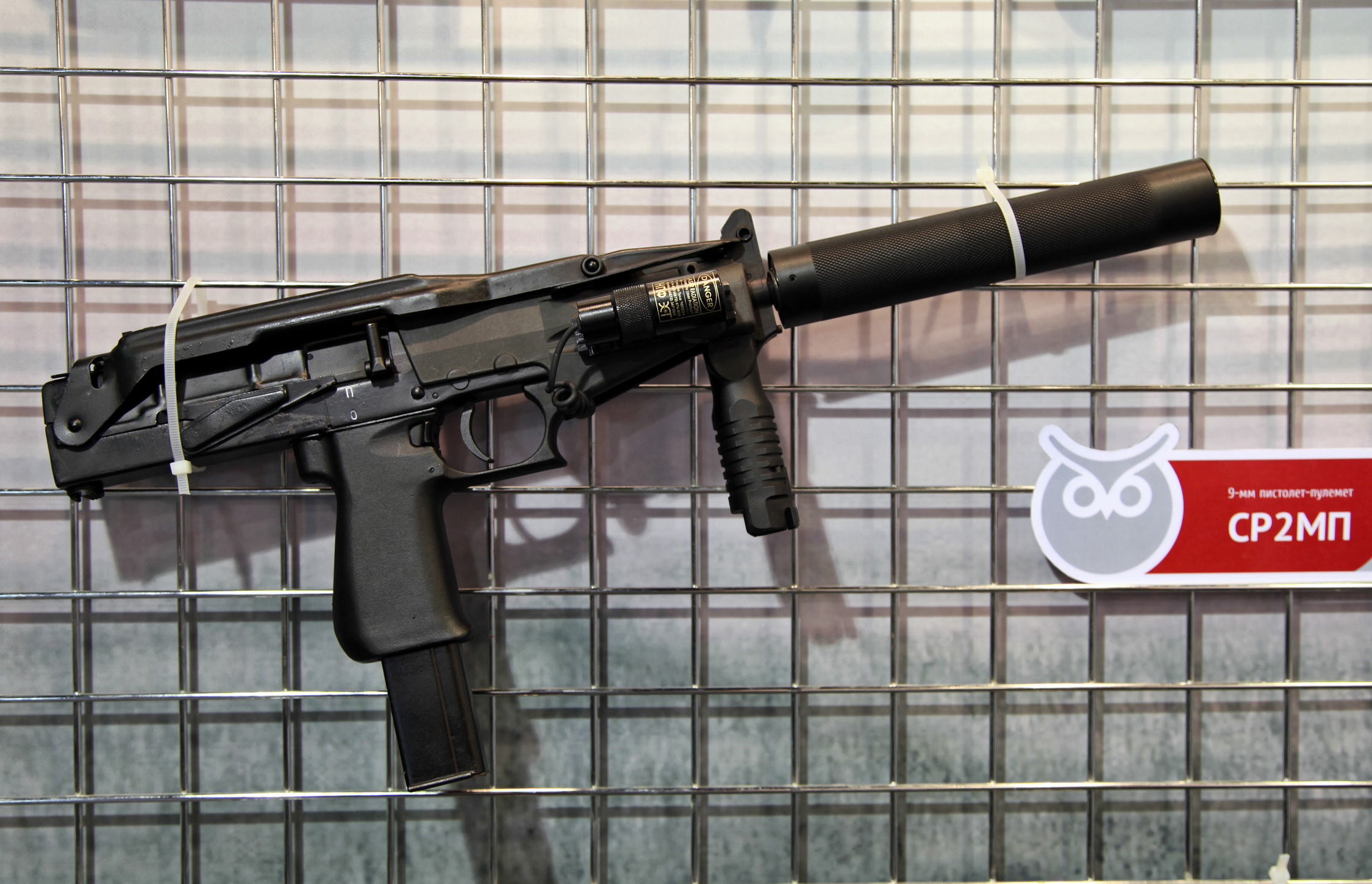
2012年の展示会で展示されたSR-2MP。

SR-2Mの改良モデル。レシーバーカバーにピカティニーレールを追加し、ハンドガード左右にはより長い固定のピカティニーレールが追加されている。また銃床は通常の銃床の他にバイザーを避ける特殊な形状の銃床が取り付け可能になった。